# Sista ringen
Sista ringen är en svensk dramafilm från 1955 i regi av Gunnar Skoglund. I rollerna ses Georg Rydeberg, Pierre Nyblom och Margareta Henning.

## Om filmen
Inspelningen ägde rum mellan den 20 februari och den 17 mars 1955 med vissa kompletteringar gjorda den 29 mars. Inspelningsplatser var Sandrew ateljéer på Lästmakargatan, Norra Real, Kindstugatan i Gamla stan, Laboratoriegatan, Danderydsgatan, Engelbrektskyrkan, Hallwylska palatset och Djurgården, samtliga belägna i Stockholm. Producent och manusförfattare var Skoglund (under namnet Erik Larson Le) och fotograf Sven Nykvist. Filmen klipptes av Skoglund och premiärvisades den 10 oktober 1955 på biograf Grand i Stockholm. Den är 92 minuter lång och var tillåten från 15 år.
Originalmusik komponerades av Lille Bror Söderlundh och i övrigt användes musik av Evert Taube ("Solig morgon" och "Sololá"), "Din klara sol går åter opp" av Johann Georg Störl/Johan Olof Wallin samt "Thrills of Spring" av Francis Chagrin.

## Handling
Filmen skildrar lärare och elever på en stor skola i Stockholm.

## Rollista
- Georg Rydeberg – Lars Valberg, kallad Schasen, teckningslärare
- Pierre Nyblom – Clarence von Hæcken, elev
- Margareta Henning	– Suzanne Hodehielm, Clarences styvsyster
- Tommy Nilson – Erik Svensson, elev
- Helge Hagerman – rektorn
- Gösta Cederlund – kristendomslektorn
- Marianne Aminoff – Maria, Valbergs fru
- Märta Arbin – fru Berg, hemvårdarinna hos Valbergs
- Märta Dorff – Eva Svensson, Eriks mor
- Ingrid Borthen – Elisabeth von Hæcken, Clarences styvmor
- Ulla Holmberg – Nora, von Hæckens husföreståndarinna
- Barbro Larsson – Ines
- Manne Grünberger – svensklärare
- Herman Ahlsell – tysklärare
- Tord Stål	– Majorn, gymnastikläraren
- Sven Melin – Eriks far
- Ulf Lundquist	– Andersson, klassens ordningsman
- Jan Hagerman – Jonne, elev

Ej krediterade
- Jan Berg – Janne, elev
- Karl Erik Flens – butiksägaren som får en ruta sönderslagen
- Karl-Erik Forsgårdh – polis
- Birger Sahlberg – äldre man på gatan
- Sten Mattsson – ung man på gatan
- Hans Sackemark – polisen som arresterar Eriks far
- John Norrman – en man som tittar på
- Arne Lindenbaum – lärare
- David Stein – lärare
- Evert Taube – Evert Taube, medverkande i TV-program
- Ulla Karlsson	– Gunnel, Valbergs dotter som ramlar ut genom ett fönster
- Ralph Rilton – elev
- Staffan Lamm – elev
- Per Molin – elev
- Lars Johansson – elev
- Kjell Johansson – elev
- Anders Christiansson – elev

Bortklippt
- Frank Sundström – greve Carl Magnus von Hæcken, Clarences far